# Mary McDonnell
Mary Eileen McDonnell (Wilkes-Barre (Pennsylvania), 28 april 1952) is een Amerikaans theater-, televisie- en filmactrice.
Na het voltooien van een universitaire opleiding volgde McDonnell een drama-opleiding. Ze startte haar acteercarrière in het theater, en stond al 20 jaar op de planken toen ze werd gevraagd voor de rol van Stands with a fist in Kevin Costners Dances with Wolves. Die rol leverde haar een nominatie op voor een Academy Award voor beste actrice in een bijrol. In 1992 zou haar rol in Passion Fish haar nog een nominatie opleveren.
Ook speelde zij de rol van presidentsvrouw in de film Independence Day.
Op televisie maakte McDonnell haar debuut in de soapserie As the World Turns. Zij speelde in de ziekenhuisserie ER de rol van Eleanor Carter, de moeder van John Carter. Voor deze rol werd ze genomineerd voor een Emmy Award.
Daarna speelde ze als President Laura Roslin in de miniserie Battlestar Galactica (2003), en latere televisieserie Battlestar Galactica (2004).
Daarna speelde zij de rol van Captain Sharon Raydor in de tv-serie The Closer. Toen deze serie stopte kwam er een spin-off, Major Crimes (2012), waarin zij de hoofdrol speelde.

## Filmografie
- Margin Call (2011)
- Scream 4 (2011)
- Donnie Darko (2001)
- A Father's Choice (2000)
- Independence Day (1996)
- Passion Fish (1992)
- Sneakers (1992)
- Grand Canyon (1991)
- Dances with Wolves (1990)

- Bibsys: 98015118
- Biblioteca Nacional de España: XX1107258
- Bibliothèque nationale de France: cb14012653n (data)
- Catàleg d'autoritats de noms i títols de Catalunya: 981058515179006706
- Gemeinsame Normdatei: 129577324
- International Standard Name Identifier: 0000 0001 1450 6510
- Library of Congress Control Number: no96021166
- Nationale Bibliotheek van Tsjechië: xx0049046
- Nationale bibliotheek van Australië: 36029824
- Nationale Bibliotheek van Israël: 987007444955905171
- Nationale Bibliotheek van Polen: a0000002672940
- Nederlandse Thesaurus van Auteursnamen: 11932251X
- Système universitaire de documentation: 076931366
- Trove: 1193065
- Virtual International Authority File: 85611985
- WorldCat: E39PBJkT9kgtgy7d6XGFHwpQMP